# Mata Hari (film, 1985)
Pour les articles homonymes, voir Mata Hari (homonymie).
Pour plus de détails, voir Fiche technique et Distribution.
Mata Hari est un film d'espionnage américain réalisé par Curtis Harrington, sorti en 1985.

## Synopsis
Durant la Première Guerre mondiale, l'espionne Mata Hari est déchiré entre l'amour qu'elle porte à deux officiers, l'un Français Georges Ladoux et l'autre Allemand Karl Von Bayerling. Ces derniers autrefois amis proches, sont désormais ennemis. Mata Hari devra également déjouer un complot au sein des services secrets allemands, mais finira par être capturée par les autorités françaises qui la condamneront à mort, sans que Ladoux ne puisse rien y faire. Après la guerre, les deux officiers redeviennent amis.

## Fiche technique
- Titre français : Mata Hari
- Réalisation : Curtis Harrington
- Scénario : Joel Ziskin
- Photographie : David Gurfinkel
- Musique : Wilfred Josephs
- Production : Yoram Globus, Menahem Golan, Rony Yacov
- Pays d'origine : États-Unis
- Format : Couleurs - 1,85:1 - Mono
- Genre : guerre
- Date de sortie : 1985

## Distribution
- Sylvia Kristel : Mata Hari
- Christopher Cazenove : Karl von Bayerling
- Oliver Tobias : Ladoux
- Gaye Brown : Fräulein Doktor
- Gottfried John : Wolff
- Vernon Dobtcheff : le procureur
- Tutte Lemkow : Ybarra
- Derek de Lint